# Disphragis arima
Disphragis arima är en fjärilsart som beskrevs av William Schaus 1928. Disphragis arima ingår i släktet Disphragis och familjen tandspinnare. Inga underarter finns listade i Catalogue of Life.